# Suswa
El Suswa es un volcán en escudo del  Gran Valle del Rift, entre Narok y Nairobi.
Tiene cráter doble, la montaña también es conocida por sus tubos de lava laterales y se puede acceder al interior en coche ó 4×4, aunque hay barricadas en las que los masáis cobran un peaje cuya tarifa se puede regatear y conseguir además un guía para ir al cráter interior, donde hay muchas especies de serpientes. Otra fauna de interés del monte incluye zebras, jirafas, mangostas, tortugas, hienas o leopardos.
También se puede acceder a la cima; salvo la ruta de Rauch, no hay rutas especificadas, y es mejor ir desde norte/nordeste de la montaña, se recomienda además pedir consejo a la población masái local que tiene granjas en la ladera.